# Heliga Treenighetens kyrka, Ratavica
Heliga Treenighetens kyrka (makedonska: Црква „Св. Троица“; translitteration: Tsrkva ''Sv. Troitsa''; kyrkslaviska: Це́рковь Свѧтой Тро́ицы) är en makedonisk-ortodox kyrkobyggnad belägen i byn Ratavica, i kommunen Probištip i den statistiska regionen Östra regionen, i östra Nordmakedonien.
Kyrkan är helgad åt Treenigheten och tillhör Bregalnicas stift.

## Historik
Grundstenen till Heliga Treenighetens kyrka i Ratavica lades den 13 maj 2010. Själva kyrkan invigdes den 5 maj 2015.

## Bilder

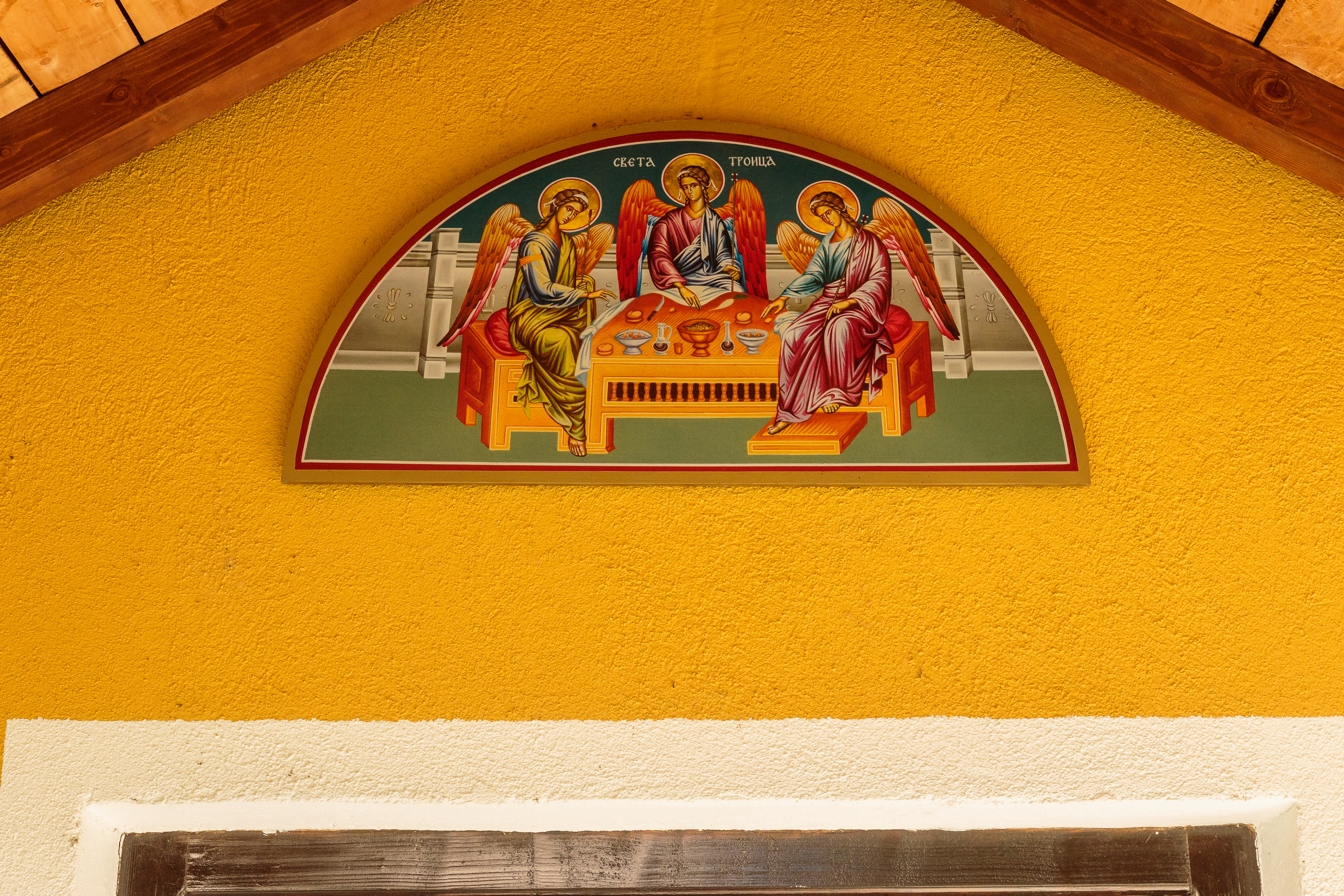
Freskmålning ovanför entrén.
Kyrkans interiör mot ikonostasen.